# Hélène Perdrière
Hélène Perdrière, née le 17 avril 1910 à Asnières-sur-Seine et morte le 27 août 1992 à Boulogne-Billancourt, est une actrice française, sociétaire de la Comédie-Française.

## Biographie

### Carrière
Après avoir obtenu un premier prix de comédie au Conservatoire national d'art dramatique (1928), elle fut d'abord pensionnaire de la Comédie-Française de 1928 à 1931. Elle en démissionna pour devenir la partenaire de Pierre Fresnay dans les théâtres de boulevard de l'époque, créant plusieurs pièces d'Édouard Bourdet, Henry Bernstein et Sacha Guitry.
En 1939, juste après que la presse a divulgué le Pacte germano-soviétique, elle rencontre le dirigeant communiste Jacques Duclos et le gratifie d'un salut hitlérien accompagné d'un « Heil » sonore.
Elle regagne la Comédie-Française en avril 1952, étant rapidement nommée sociétaire (1er janvier 1954) et y demeurant jusqu'à sa mise à la retraite en décembre 1973. Elle ne joua ensuite qu'avec la Compagnie Renaud-Barrault l'année suivante, puis se retira. À la Comédie-Française, elle a réalisé la mise en scène de plusieurs pièces de Marivaux, dont elle fut une interprète d'élection.

## Filmographie

### Cinéma
- 1930 : Le Roi des resquilleurs de Pierre Colombier, Lulu
- 1931 : Route nationale 13, court métrage de Pierre Billon
- 1932 : Criminel de Jack Forrester, Brody
- 1932 : La foule hurle de Howard Hawks et Jean Daumery, Anne
- 1932 : Mon cœur balance de René Guissart, Henriette
- 1933 : La Merveilleuse Tragédie de Lourdes de Henri Fabert
- 1934 : Jeanne de Georges Marret : Evodie
- 1934 : Le Médecin malgré lui, court métrage de Pierre Weill
- 1935 : Gangster malgré lui de André Hugon
- 1935 : La Marmaille de Dominique Bernard-Deschamps
- 1935 : Le Bébé de l'escadron de René Sti, Isabelle
- 1939 : Le Père Lebonnard de Jean de Limur, Bianca di Roccaforte
- 1939 : Trois de Saint-Cyr de Jean-Paul Paulin, Françoise
- 1946 : Jeux de femmes de Maurice Cloche
- 1946 : Le Couple idéal ou Voyage au pays des loufoques de Bernard Roland et Raymond Rouleau : Diana
- 1946 : Nuits d'alerte de Léon Mathot, Hélène
- 1948 : D'homme à hommes de Christian-Jaque, Elsa Kastner
- 1949 : Le Maître de forges de Fernand Rivers
- 1949 : Le Mystère de la chambre jaune de Henri Aisner, Mathilde Stangerson
- 1949 : Le Parfum de la dame en noir de Henri Aisner, Mathilde Stangerson
- 1949 : Les Nouveaux Maîtres de Paul Nivoix
- 1949 : Route sans issue de Jean Stelli
- 1949 : Un certain monsieur de Yves Ciampi
- 1950 : Rome-Express de Christian Stengel, Éliane
- 1950 : Mystère à Shanghai de Roger Blanc, Floriane Aboody
- 1951 : Topaze de Marcel Pagnol, Suzy Courtois
- 1956 : Si tous les gars du monde de Christian-Jaque, Christine Largeau
- 1974 : Le Fantôme de la liberté de Luis Buñuel, la vieille tante/Aunt
- 1976 : De Grey, un récit romanesque de Claude Chabrol

### Télévision
- 1954 : Le Jeu de l'amour et du hasard
- 1958 : La caméra explore le temps
- 1973 : Une fille bien gardée, Mme de Flasquemont
- 1976 : De Grey de Claude Chabrol d'après Henry James : Mrs. de Grey
- 1979 : La Belle vie de Jean Anouilh, téléfilm de Lazare Iglesis, La comtesse de Valançay
- 1980 : La Vie de Pierre de Coubertin, Marie Rothan

## Théâtre

### À La Comédie-Française (1928-1931)

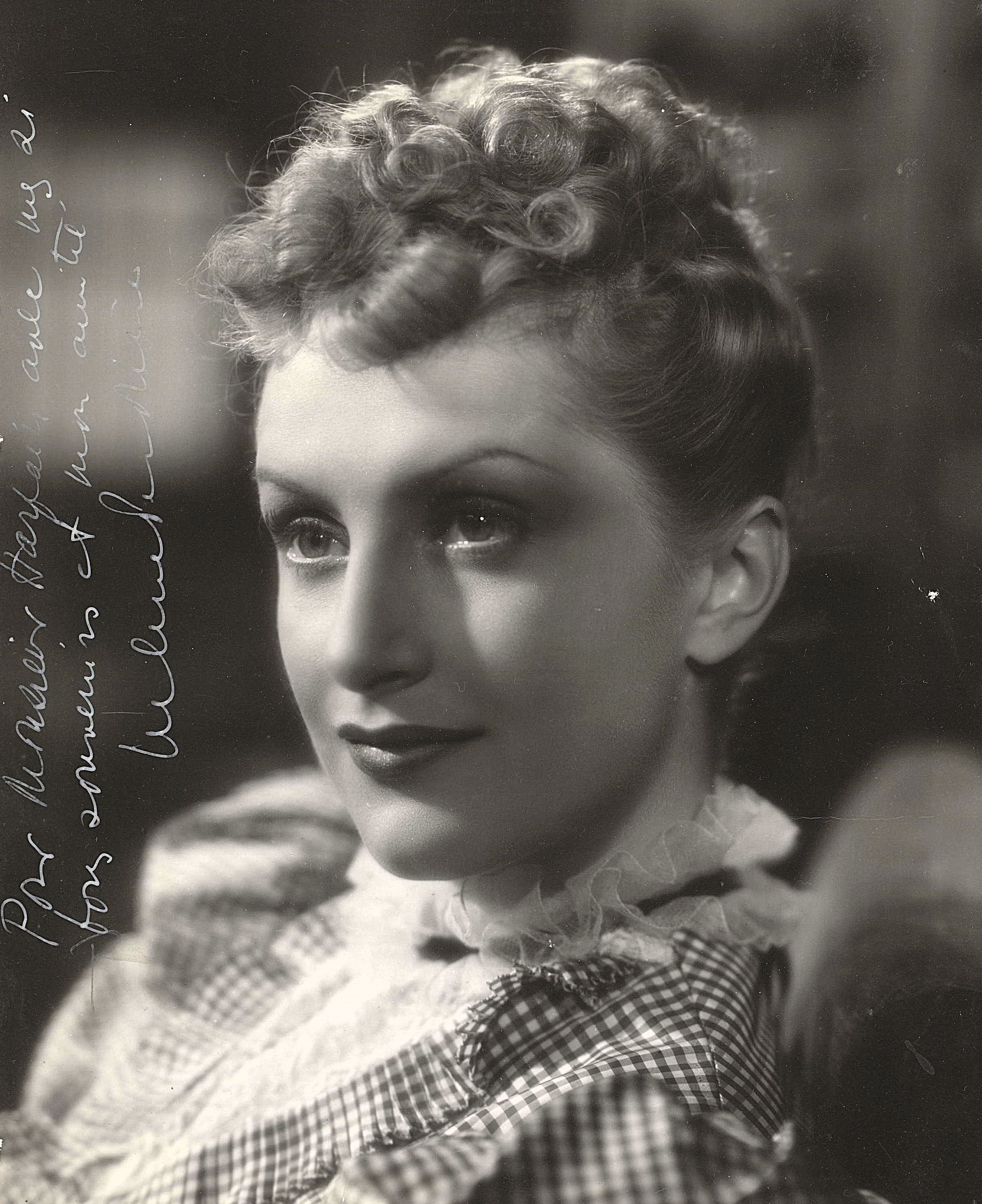
Portrait d'Hélène Perdrière

- 1929 : La Belle Marinière de Marcel Achard, Comédie-Française
- 1930 : Moi d'Eugène Labiche et Édouard Martin, mise en scène Charles Granval, Comédie-Française
- 1931 : La Belle Aventure de Gaston Arman de Caillavet, Robert de Flers et Étienne Rey, Comédie-Française

### Hors de la Comédie-Française (1932 - 1952, puis 1975)
- 1931 : La Ligne de cœur de Claude-André Puget, mise en scène Pierre Fresnay, Théâtre Michel
- 1932 : Valentin le désossé de Claude André Puget, mise en scène Pierre Fresnay, Théâtre Michel
- 1933 : L'Âge de Juliette de Jacques Deval, mise en scène Jacques Baumer, Théâtre Saint-Georges
- 1934 : Les Temps difficiles d'Édouard Bourdet, Théâtre de la Michodière
- 1936 : Le Cœur d'Henry Bernstein, Théâtre du Gymnase
- 1937 : Famille de Denys Amiel et Monique Amiel-Pétry, mise en scène Marcel André, Théâtre Saint-Georges
- 1940 : Florence de Sacha Guitry, Théâtre de la Madeleine
- 1941 : Hyménée d'Édouard Bourdet, Théâtre de la Michodière, avec Annie Ducaux
- 1942 : N'écoutez pas Mesdames de Sacha Guitry, Théâtre de la Madeleine (jusqu'en 1944)
- 1944, 1945 : Virage dangereux de John Boynton Priestley, mise en scène Raymond Rouleau, Théâtre de l'Œuvre
- 1946 : Dix Petits Nègres d'Agatha Christie, mise en scène Roland Piétri, Théâtre Antoine
- 1946 : Le Secret d'Henry Bernstein, mise en scène Pierre Dux, Théâtre des Ambassadeurs
- 1951 : La Seconde de Colette, mise en scène Jean Wall, Théâtre de la Madeleine
- 1975 : Les Nuits de Paris d'après Rétif de la Bretonne, mise en scène Jean-Louis Barrault, Théâtre d'Orsay

### À la Comédie-Française (1952-1973)
- 1952 : Le Mariage de Figaro de Beaumarchais, mise en scène Jean Meyer
- 1952 : La Reine morte d'Henry de Montherlant, mise en scène Pierre Dux
- 1952 : Le Bourgeois gentilhomme de Molière, mise en scène Jean Meyer
- 1953 : Le Mariage de Figaro de Beaumarchais, mise en scène Jean Meyer
- 1953 : Monsieur Le Trouhadec saisi par la débauche de Jules Romains, mise en scène Jean Meyer
- 1953 : Le Jeu de l'amour et du hasard de Marivaux, mise en scène Maurice Escande
- 1954 : La Reine morte d'Henry de Montherlant, mise en scène Pierre Dux
- 1954 : Monsieur Le Trouhadec saisi par la débauche de Jules Romains, mise en scène Jean Meyer
- 1954 : On ne badine pas avec l'amour d'Alfred de Musset, mise en scène Maurice Escande
- 1955 : Aux innocents les mains pleines d'André Maurois, mise en scène Jacques Charon
- 1955 : Elizabeth, la femme sans homme d'André Josset, mise en scène Henri Rollan
- 1956 : Les Femmes savantes de Molière, mise en scène Jean Meyer
- 1956 : Monsieur Le Trouhadec saisi par la débauche de Jules Romains, mise en scène Jean Meyer
- 1957 : La Seconde Surprise de l'amour de Marivaux, mise en scène Hélène Perdrière[3].
- 1957 : La Critique de l'École des femmes de Molière, mise en scène Jean Meyer
- 1958 : Domino de Marcel Achard, mise en scène Jean Meyer
- 1959 : Port-Royal d'Henry de Montherlant, mise en scène Jean Meyer
- 1961 : Le Legs de Marivaux, mise en scène Jacques Sereys
- 1961 : Une visite de noces d'Alexandre Dumas fils, mise en scène Raymond Gérôme
- 1962: La Troupe du Roy, Hommage à Molière, mise en scène Paul-Émile Deiber
- 1962 : La Fourmi dans le corps de Jacques Audiberti, mise en scène André Barsacq
- 1971 : Les Sincères de Marivaux, mise en scène Jean-Laurent Cochet
- 1972 : La Fille bien gardée d'Eugène Labiche et Marc-Michel, mise en scène Jean-Laurent Cochet